# Apiano
Apiano (grego: Αππιανός; Alexandria, c. 95 – c. 165), foi um historiador da Roma Antiga (de etnia grega). Desempenhou diversos cargos administrativos em Alexandria, e depois foi para Roma c. 120, onde trabalhou como advogado. Em 147 d.C. obteve o cargo de procurador (provavelmente numa província romana do Egito), do imperador Antonino Pio, pelo qual teve acesso à documentação imperial.
Sua obra principal foi a "História Romana" (Ῥωμαϊκά), escrita em grego; é uma longa história da Roma Antiga, em 24 livros, que abrange desde a sua fundação até 35 a.C. É mais uma série de monografias do que uma história ligada. Dos vinte e quatro livros conservam-se apenas dez, do VI ao VIII e do XI ao XVII inteiros, bem como seções de outros.
Sua fonte principal foi Políbio — suprindo muitas partes perdidas deste —, embora também tome dados de Salústio, Paulo Clódio, Posidônio, Lívio, Célio Antipatro, Jerônimo de Cárdia, Júlio César, Augusto, Asínio Polião, Plutarco, Diodoro e outros autores.